# Boross Zoltán (építész)
Boross Zoltán (Budapest, 1926. május 22.– 2014. április 23.) Ybl-díjas építészmérnök.

## Életpályája

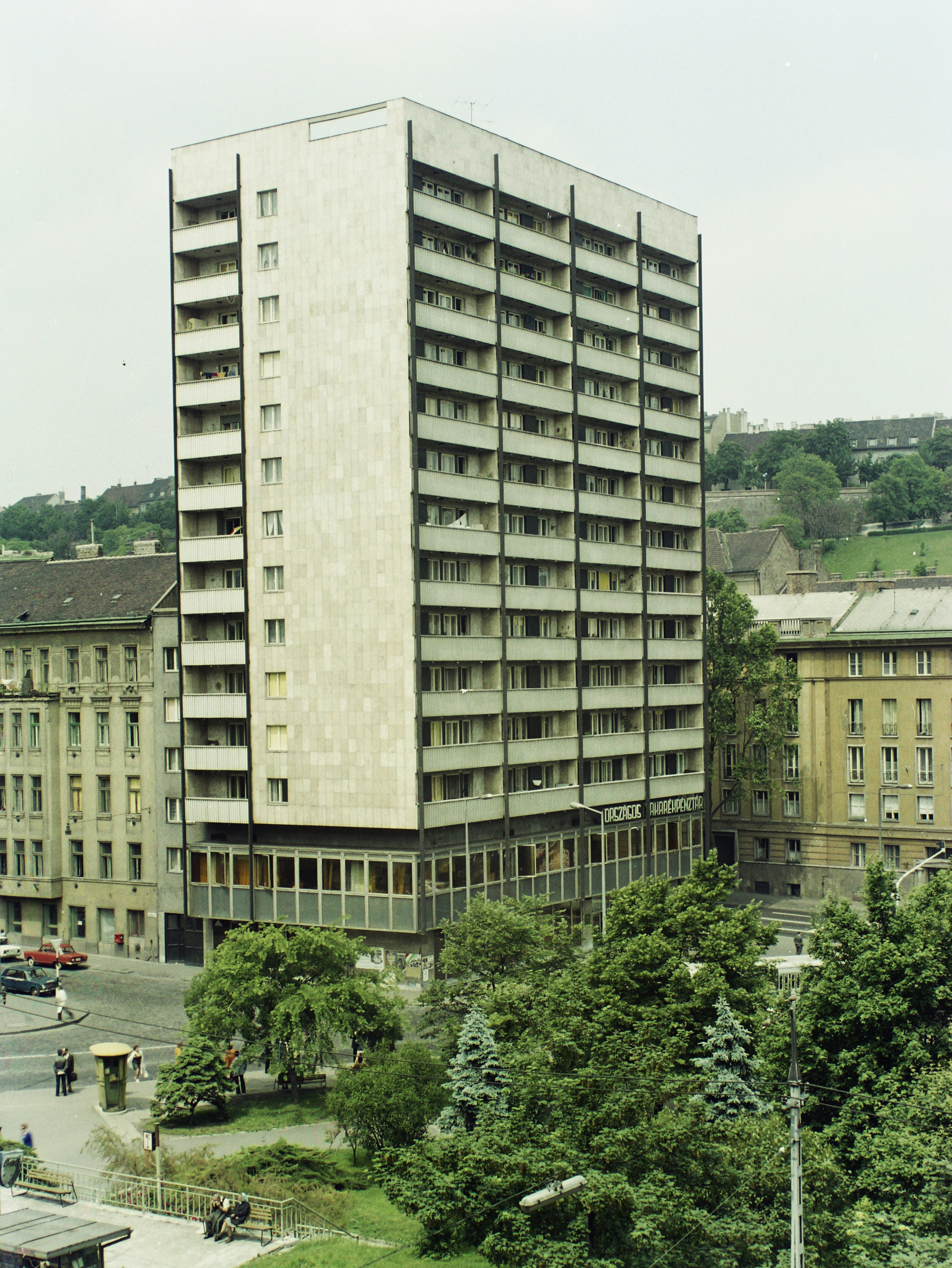
Az Alagút utcai toronyház

A Budapesti Tervező Vállalatnál városépítési tervezőmérnökként helyezkedett el 1954-től. Lakóépületek és kórházak tervezésében vállalt szerepet. Ő tervezte Újpesten a Baross utcai Kórházat, a XIII. kerületben a Fiastyúk utcai lakótelepet. Budán a II. kerületben és az I. kerületben az Alagút utcában is tervezett egy sorházat és egy sokat vitatott lakóépületet.

## Díjai
- Ybl Miklós-díj (1960)